# جغرافيا سياحية
جغرافيا السياحة هي إحدى فروع الجغرافيا البشرية المعاصرة أو الحديثة التي تهتم بدراسة تطور حركة السياحة والعوامل المؤثرة فيها ودراسة توزيع مناطق الطلب والعرض السياحى على خريطة العالم ودراسة العوامل الجغرافية المؤثرة في حركة النقل والدوافع الجغرافية للسياحة والسفر في بيئة الطلب السياحى.

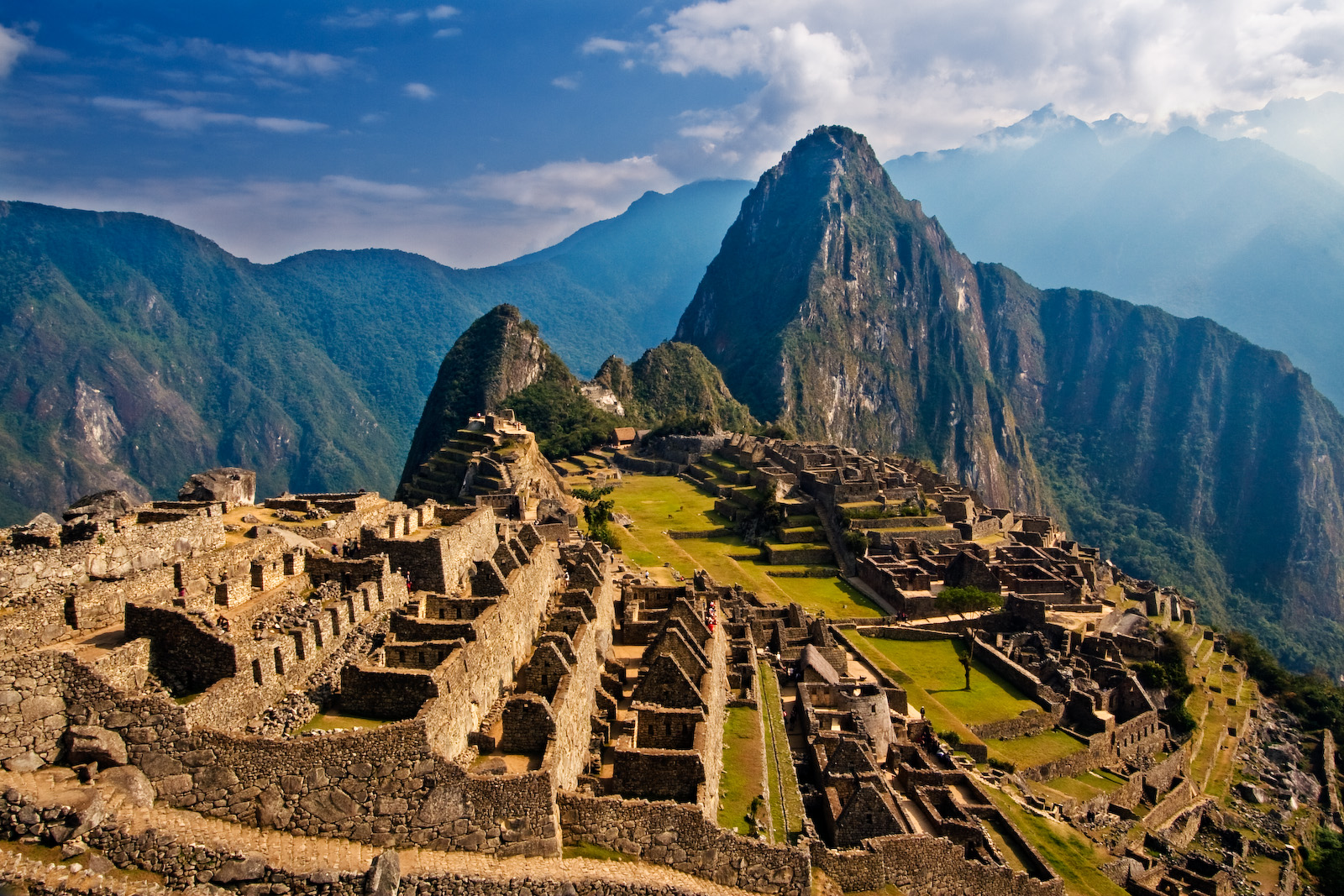
ماتشو بيتشو، بيرو: التراث العالمي كوجهة سياحية.

تلعب السياحة دوراً هاماً في عصرنا الحاضر، اذ يقدر حجم الحركة الداخلية منها بنحو 2300 مليون زيارة سياحية ينتقل فيها الافراد بعيداً عن محال اقامتهم الدائم في رحلة تبلغ أربعة أيام على الاقل في وطنهم الاصلى، وفي المقابل هناك هناك نحو 455 مليون زيارة سياحية عبر الحدود الدولية.
ويقدر العائد من السياحة الدولية بنحو 255 بليون دولار أمريكى، أي ما يعادل 5% من جملة الصادرات الدولية، ومما يزيد من أهمية السياحة معدل النمو السنوي لها الذي يبلغ 6% كمتوسط للعقود الأربعة الأخيرة.